# کورکدون
کورکدون، روستایی از توابع بخش فورگ شهرستان داراب در استان فارس ایران است.

## جمعیت
این روستا در دهستان فورگ قرار دارد و براساس سرشماری مرکز آمار ایران در سال ۱۳۸۵، جمعیت آن زیر سه خانوار بوده‌است.